# Áspera (Bóveda)
Áspera (en gallego y oficialmente, A Áspera) es un lugar de la parroquia de Ribas Pequenas, en el municipio de Bóveda, en la provincia de Lugo, España.
Se encuentra a 365 metros de altitud y lo atraviesa la antigua carretera LU-546 que une Lugo y Monforte de Lemos. La nueva carretera, CG-2.2, que evita el paso por el centro de las poblaciones, pasa por el extremo oeste de la localidad. Por el este pasa la línea de ferrocarril León-La Coruña en su tramo entre Lugo y Monforte de Lemos.
En 2015 tenía una población de 19 habitantes, 11 hombres y 8 mujeres.